# 스퍼렐양털박쥐
스퍼렐양털박쥐(Kerivoula phalaena)는 애기박쥐과에 속하는 박쥐의 일종이다. 일반명은 영국 생물학자 스퍼렐(Herbert George Flaxman Spurrell)의 이름에서 유래했다. 카메룬과 콩고민주공화국, 코트디부아르, 가나, 기니, 라이베리아, 우간다에서 발견된다. 자연 서식지는 아열대 또는 열대 기후 지역의 건조림과 습윤 저지대 숲, 습윤 산지림이다.